# Stephanauge spongicola
Stephanauge spongicola is een zeeanemonensoort uit de familie Hormathiidae.
Stephanauge spongicola is voor het eerst wetenschappelijk beschreven door Verrill in 1883.